# Свалявчик Василь Петрович
Васи́ль Петро́вич Сваля́вчик (14 жовтня 1951 с. Зняцеве, Мукачівський район, Закарпатська область) — український художник. Заслужений художник України (2002). Лауреат Обласної премії імені Й. Бокшая та А. Ерделі в галузі образотворчого мистецтва (1998). Народний художник України (2016). Член громадського об'єднання «Спілка художників „Карпатські кольори“, Закарпатська область».

## Освіта
Художню освіту здобув в Ужгородському училищі прикладного мистецтва на відділенні художнього розпису у 1971 році.
Він є членом спілки художників України з 1987 року.

## Мистецтво
Художник Василь Свалявчик, то людина, яка не мислить свого життя без прекрасних гір, ковтка свіжого повітря, кришталево чистої, джерельної води. Він вважає Міжгір'я найкрасивішим краєм і в своїх картинах дає їм вічне життя. Творча спеціалізація — краєвиди і натюрморти.

## Виставки

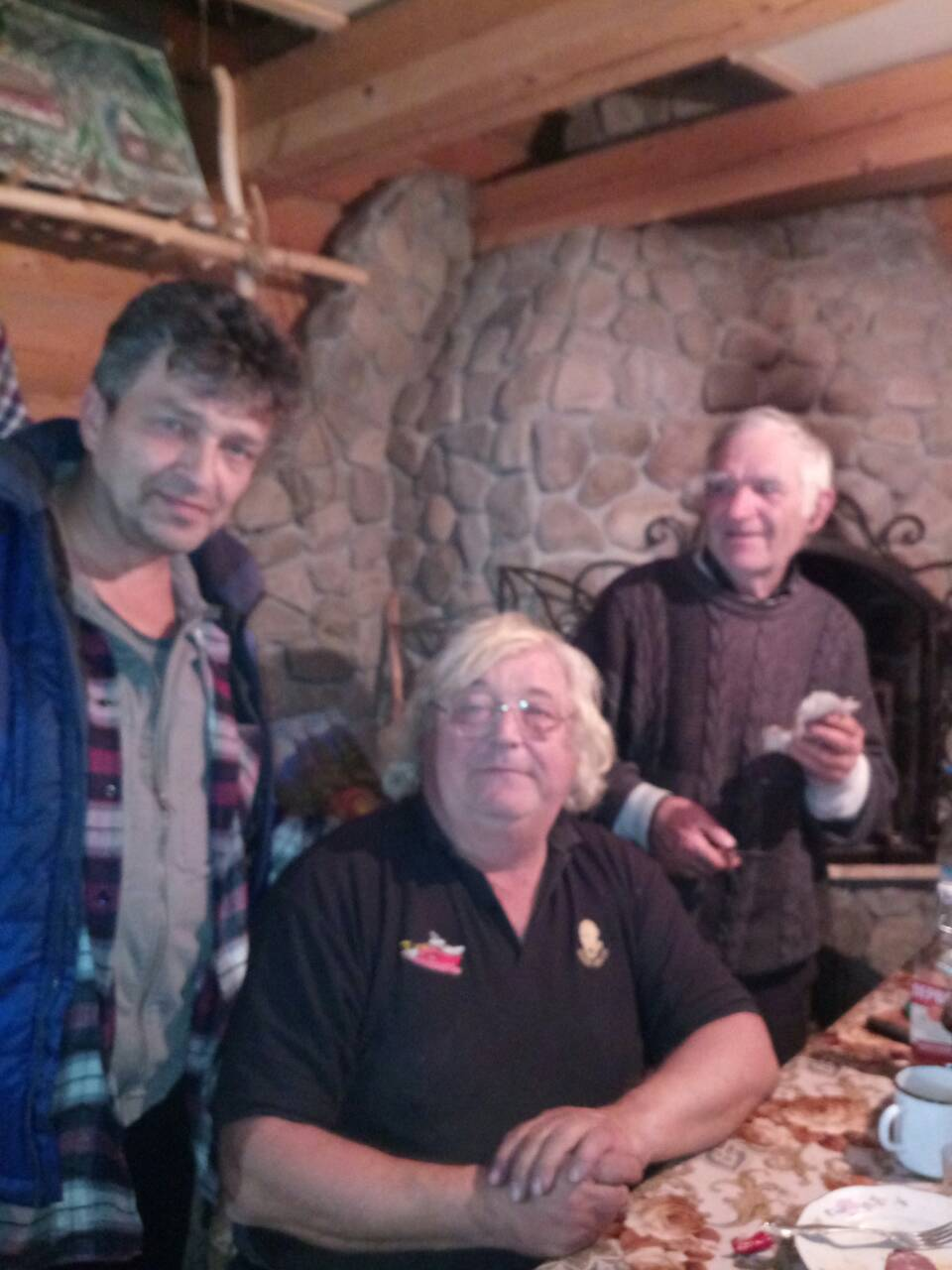
Українські художники Сенько Василь Михайлович та Свалявчик Василь Петрович з Другом Олександром

- Фюссен (Німеччина) — 1998 рік;
- Ужгород (Україна) — 1998, 1999, 2003, 2006 та 2007 роки;
- Мукачеве — 2000 рік;
- Київ — 2001 рік;
- Люблін (Польща) — 2003 рік;
- Братислава (Словаччина) — 2004 рік